# Сан-Джинезіо
Сан-Джинезіо (італ. San Ginesio) — муніципалітет в Італії, у регіоні Марке,  провінція Мачерата.
Сан-Джинезіо розташований на відстані близько 155 км на північний схід від Рима, 60 км на південь від Анкони, 25 км на південний захід від Мачерати.
Населення — 3548 осіб (2014).
Щорічний фестиваль відбувається 25 серпня. Покровитель — San Ginesio.

## Демографія
Населення за роками:

Станом на 1 січня 2023 року в муніципалітеті офіційно проживав 261 іноземець з 29 країн, серед них 79 громадян країн Євросоюзу та 4 громадяни України.

## Сусідні муніципалітети
- Аккуаканіна
- Кампоротондо-ді-Фьястроне
- Чессапаломбо
- Кольмурано
- Ф'ястра
- Гуальдо
- Рипе-Сан-Джинезіо
- Сант'Анджело-ін-Понтано
- Сарнано
- Толентіно